# Marjorie Tallchief
Marjorie Tallchief, all'anagrafe Marjorie Louise Tall Chief (Denver, 19 ottobre 1926 – Boca Raton, 30 novembre 2021) è stata una ballerina statunitense.

## Biografia
Marjorie Tallchief nacque a Denver durante una vacanza di famiglia. La madre Ruth Porter era di origini irlandesi e scozzesi, mentre il padre, Alexander Tall Chief, era membro della Nazione Osage; la sorella maggiore era la prima ballerina Maria Tallchief.
Dopo aver studiato danza a Los Angeles, danzò con i Ballet Russe de Monte Carlo tra il 1946 e il 1947, il Grand Ballet du Marquis de Cuevas (1948-1955) e nel 1957 fu nominata danseuse étoile del balletto dell'Opéra di Parigi, con cui continuò a danzare fino al 1961. Dopo il ritiro dalle scene fu direttrice artistica del Dallas Ballet e poi della Chicago Ballet School.
Fu sposata con George Skibine dal 1947 alla morte dell'uomo nel 1981; la coppia ebbe due figli. Dopo il pensionamento si trasferì a Boca Raton, dove morì all'età di novantacinque anni nel 2021.